# Centromyrmex gigas
Centromyrmex gigas é uma espécie de inseto do gênero Centromyrmex, pertencente à família Formicidae.